# Долина Де-лос-Инхеньос

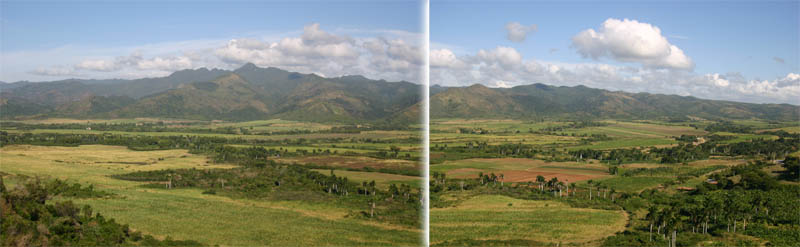

Долина Де-лос-Инхельос (дословно — «Долина сахарных заводов») — совокупность трёх долин на Кубе, расположенных в 12 км от города Тринидад, бывших в прошлом центром сахарной промышленности на Кубе.

## География
Общая площадь трёх долин, Сан-Луис, Санта Роса и Мейер, составляет около 270 км². Через долины протекает несколько рек, важнейшими из которых являются Агабама, Каракусей, Ай и Таяба.

## История

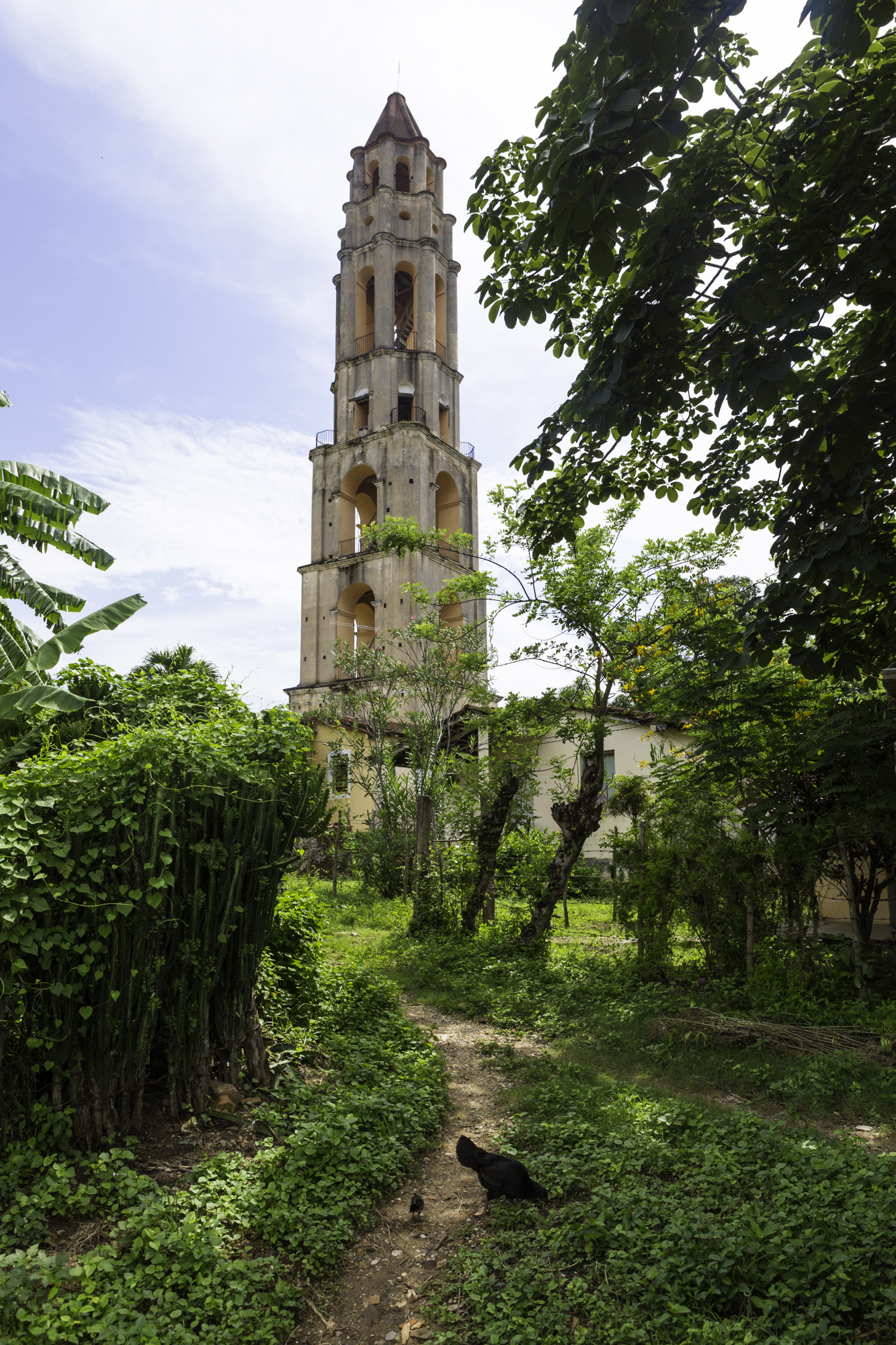
Manaca Iznaga Tower

Испанцы начали возделывать сахарный тростник на Кубе в 1512 году. Почва и погодные условия на острове для возделывания этой культуры были идеальными, а хорошая инфраструктура способствовала экспорту сахара. В период своего пика, с конца XVIII и до конца XIX века, Куба была крупнейшим в мире экспортёром сахара, а сахарная промышленность была важнейшей отраслью местной экономики. В начале XIX века в долине располагалось 56 сахарных заводов, на которых было занято более 11000 рабов, привезённых на плантации с Ямайки.
В конце 80-х годов XIX века была проложена железная дорога, связавшая долину с Тринидадом и портом Касильды, что в ещё большей степени улучшило транспортировку сахара. Однако данный период был уже «лебединой песней» сахарной промышленности в долине. Во время Войны за независимость Кубы многие заводы были разрушены, и сахарная промышленность переместилась на запад. в Де-лос-Инхельос сахар по-прежнему производился, но в небольших масштабах.
В 1988 году ЮНЕСКО включило долину и близлежащий город Тринидад в список объектов всемирного наследия.